# قبوستان، آب‌شوران
قبوستان (به لاتین: Qobustan) یک منطقه مسکونی در جمهوری آذربایجان است که در شهرستان آب‌شوران واقع شده است.

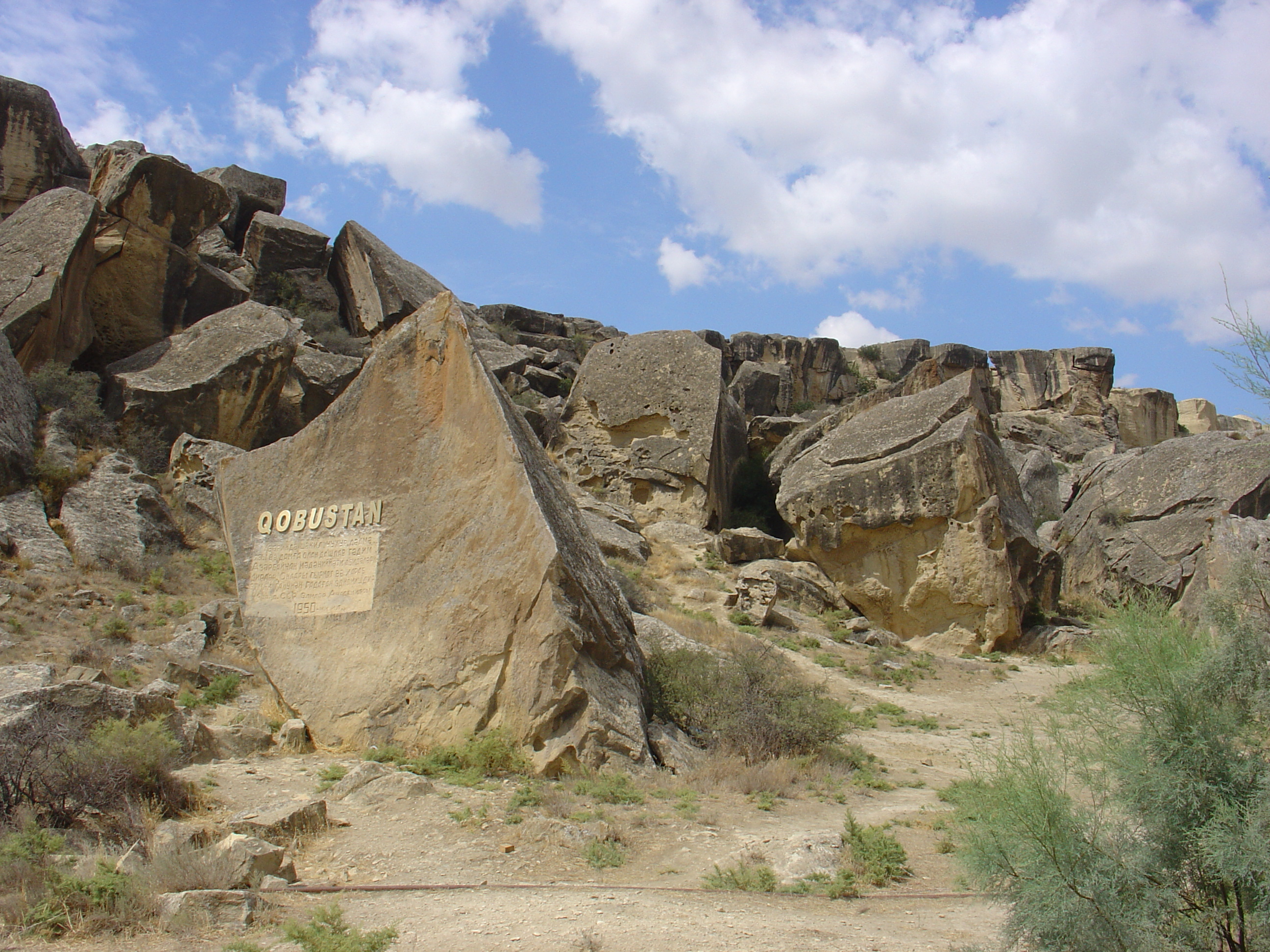
نمایی از پارک ملی قبوستان